# Aganocrossus borneensis
Aganocrossus borneensis är en skalbaggsart som beskrevs av Rudolph Petrovitz 1962. Aganocrossus borneensis ingår i släktet Aganocrossus och familjen Aphodiidae. Inga underarter finns listade i Catalogue of Life.